# Baxterwood Priory
Baxterwood Priory foi um mosteiro beneditino fundado originalmente em Haswell, County Durham, Inglaterra, e mais tarde em Baxterwood, com a fazenda monástica se tornando a residência privada de Haswell Grange (mais tarde demolida) e Elemore Grange desde o século XVIII.

## Realocação e Re-dotação
O mosteiro foi inicialmente fundado como "A Igreja de Santa Maria de Haswell" por Henry Pudsey, filho do Bispo Pudsey, na última parte do século XII. Dois vills, Wingate e Haswell, também foram conferidos, provavelmente, aos Cânones de Gisburn. Contudo, uma situação melhor para um mosteiro foi encontrada em Baxterwood, possibilidade em 1196.